# Larry Lieber
Larry Lieber (New York, 26 ottobre 1931) è un fumettista statunitense, fratello minore di Stan Lee.
Lieber è conosciuto soprattutto per aver sceneggiato alla Marvel Comics le prime apparizioni di Iron Man e Thor, per aver scritto e disegnato una lunga serie di numeri di The Rawhide Kid e per continuare ad illustrare da molti anni la striscia a fumetti The Amazing Spider-Man.

## Biografia
Larry Lieber frequentò la scuola d'arte al Pratt Institute di Brooklyn e la Art Students League di Manhattan. In seguito svolse il servizio militare per quattro anni nella United States Air Force.
All'inizio degli anni sessanta sceneggiò numerose trame ideate dal fratello Stan Lee per le prime apparizioni di Thor in Journey into Mystery, di Iron Man in Tales of Suspense e di Ant-Man in Tales to Astonish.
Nel 1974 Lieber lasciò la Marvel per intraprendere un'avventura editoriale con la Atlas/Seaboard, termine con cui gli storici del fumetto indicano la linea della Atlas Comics pubblicata da Seaboard Periodicals, per distinguerla dalla Atlas degli anni cinquanta antesignana della Marvel. Questa casa era stata fondata da Martin Goodman, editore proveniente anch'egli dalla Marvel che aveva lasciato nel 1972, per competere con Marvel e DC Comics, ma non riuscì ad ottenere successi degni di nota.

## Riconoscimenti
Nel 2008 ha ricevuto un Bill Finger Award per la sua carriera di sceneggiatore.